# Still Night, Still Light
Albums de Au Revoir Simone
Verses of Comfort, Assurance & Salvation
(2005) The Bird of Music
(2007)
Still Night, Still Light est le troisième album du groupe Au Revoir Simone sorti en 2009.

## Titres
| No  | Titre                       | Durée |
| --- | --------------------------- | ----- |
| 1.  | Another Likely Story        | 4:39  |
| 2.  | Shadows                     | 4:03  |
| 3.  | All or Nothing              | 4:28  |
| 4.  | Knight of Wands             | 3:49  |
| 5.  | The Last One                | 4:42  |
| 6.  | Trace a Line                | 3:58  |
| 7.  | Only You Can Make You Happy | 4:58  |
| 8.  | Take Me as I Am             | 2:23  |
| 9.  | Anywhere You Looked         | 3:40  |
| 10. | Organized Scenery           | 3:13  |
| 11. | We Are Here                 | 3:51  |
| 12. | Tell Me                     | 4:11  |